# Сасык-Булак (Чуйская область)
Сасык-Булак (кирг. Сасык-Булак) — село в Кеминском районе Чуйской области Кыргызстана. Входит в состав Кызыл-Октябрьского аильного округа. Код СОАТЕ — 41708 213 830 07 0.

## Население
| год     | 2009 | 2014 | 2015 |
| ------- | ---- | ---- | ---- |
| человек | 87   | 89   | 88   |